# Font del Rei
La Font del Rei és una font de l'enclavament dels Masos de Baiarri, de l'antic terme de Claverol, pertanyent a l'actual municipi de Conca de Dalt, al Pallars Jussà. Està situada a 1.175 m d'altitud, a prop de l'extrem nord-est d'aquest enclavament, en el contrafort nord-oriental del Cap de l'Alt de Baiarri. És a l'esquerra de la llau de Perauba, a l'extrem nord de les Costes de Baiarri, en un bosquet penjat en el pendís de la muntanya. És un lloc trencat i feréstec, d'accés molt difícil.